# Cyclaspis dentifrons
Cyclaspis dentifrons är en kräftdjursart som beskrevs av John Todd Zimmer 1944. Cyclaspis dentifrons ingår i släktet Cyclaspis och familjen Bodotriidae. Inga underarter finns listade i Catalogue of Life.